# Końskie
Końskie ([ˈkɔɲskʲɛ] lyssna (fil)) är stad i Święty Krzyż vojvodskap i sydöstra Polen. Staden hade 19 712 invånare (2016). Końskie omnämns för första gången i ett dokument från år 1124.